# ヴィルヘルム・ベルガー

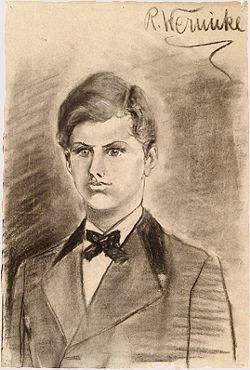
ヴィルヘルム・ベルガー

ヴィルヘルム・ベルガー（Wilhelm Berger, *1861年8月9日 ボストン - †1911年1月16日 イェーナ）はドイツの作曲家・ピアニスト・指揮者・音楽教師。

## 略歴
父親はブレーメン出身の商人だったが、ベルガーが生まれた頃はボストンで楽譜店を営み、1862年に帰国してからは作家としても活動した。
ベルガーは幼少期から音楽への関心や適性を示しており、14歳で最初の公開演奏会を開いたときには、早くも多数のリートやピアノ曲を創っていた。1878年から1884年までベルリン高等音楽学校にてエルンスト・ルドルフにピアノを、フリードリヒ・キールに対位法を師事。1888年から1903年まではクリントヴォルト＝シャルヴェンカ音楽院の教員となり、1899年からベルリン音楽協会の指揮者を務めた。さらに演奏会ピアニストとしても盛んな活動に取り組んだ。1903年に王立芸術アカデミーの教授に迎えられるとともに、フリッツ・シュタインバッハの後任としてマイニンゲンの宮廷楽長に就任した。
49歳のときに腸の手術を受けた後、合併症を発して亡くなった。

## 音楽様式
ベルリンのアカデミーを卒業した作曲家の多くと同じく、ヴィルヘルム・ベルガーも作曲理論に関して卓越した知識を磨き上げていた。ベルガーの作品は、様式的に見ると、不協和な和声法を随所に挿入したり、対位法的な組み立てを好んだりと、後のマックス・レーガーの作風を予見させる箇所も無くはないが、重厚なテクスチュアと緻密な展開、不均衡な楽節構造、陰翳に富んだ表現と抽象的な内容、明晰な形式感において、むしろヨハネス・ブラームスの作品によく似ている（ちなみにレーガーは、マイニンゲンにおいてベルガーの後任楽長であった）。
ベルガーは長寿でこそなかったが、多作家であり、楽曲の数は、作品番号にして優に100を超えている。《ピアノ五重奏曲》や《交響曲 第2番》は佳作と看做されている。ベルガーの没後も暫くその作品は、ヴィルヘルム・アルトマンのような保守的な音楽愛好家によって高く評価された（アルトマンは著書『弦楽四重奏の演奏者のための手引き（Handbuchs für Streichquartettspieler）第3巻』（1929年）において、ベルガーにきわめて好意的な評価を寄せた音楽評論家である）。

## 作品一覧

### 管弦楽曲
- 交響曲 第1番 変ロ長調（Symphonie Nr. 1 B-Dur）作品71
- 交響曲 第2番 ロ短調（Symphonie Nr. 2 h-Moll）作品80
- 自作主題による変奏曲とフーガ ヘ短調（Variationen und Fuge über ein eigenes Thema f-Moll）作品97

### 室内楽曲
- 12の奏者のための木管セレナーデ（Serenade für zwölf Bläser）作品102
- 弦楽五重奏曲ホ短調（Streichquintett e-Moll）作品75 (1899)
- ピアノ五重奏曲ヘ短調（Klavierquintett f-Moll）作品95
- ピアノ四重奏曲 第1番 イ長調（Klavierquartett Nr. 1 A-Dur）作品21
- ピアノ四重奏曲 第2番 ハ長調（Klavierquartett Nr. 2 c-Moll）作品100
- 弦楽三重奏曲（Streichtrio g-Moll）作品69 (1898)
- クラリネット三重奏曲（Klarinettentrio g-Moll）作品94
- チェロ・ソナタ ニ短調（Cellosonate d-Moll）作品28
- ヴァイオリン・ソナタ第1番 イ長調（Violinsonate Nr. 1 A-Dur）作品7
- ヴァイオリン・ソナタ第2番 ヘ長調（Violinsonate Nr. 2 F-Dur）作品29
- ヴァイオリン・ソナタ第3番 ト短調（Violinsonate Nr. 3 g-Moll）作品70

### ピアノ曲
- 序奏とフーガ ト短調（Introduktion und Fuge g-Moll）作品42
- 2台ピアノのための自作主題による変奏曲 （Variationen über ein eigenes Thema für zwei Klaviere）作品61
- ピアノ・ソナタ ロ長調（Sonate H-Dur）作品76
- 組曲 変ロ長調（Suite B-Dur）作品82
- 4つのフーガ（Vier Fugen）作品89
- 自作主題による変奏曲とフーガ 変ロ短調Variationen und Fuge über ein eigenes Thema b-Moll）作品91
- その他多数の小品

### 声楽曲
- 混声合唱のための6つの歌（Sechs Gesänge für gemischten Chor）作品25
  - Es schleicht um Busch und Halde
  - Im Fliederbusch
  - Leise rauscht des Lebens Welle
  - Ständchen
  - Trost der Nacht
  - Wie nun alles stirbt und endet
- 混声合唱のための3つの歌（Drei Gesänge für gemischten Chor ）作品44
  - Ach in diesen blauen Tagen
  - Lenzfahrt
  - Niss Puk
- 4つの宗教的歌曲（Vier geistliche Lieder und Gesänge）作品54 
  - Mitten wir im Leben sind
  - Müde, das Lebensboot weiter zu steuern
  - Groß ist der Herr
  - Gebet
- 混声合唱と管弦楽のための《湖上の宗教的な歌》（"Gesang der Geister über den Wassern" für gemischten Chor und Orchester）作品55（原詩：ヨハン・ヴォルフガング・フォン・ゲーテ）
- 男声合唱と管弦楽のための《わが神よ》（"Meine Göttin" für Männerchor und Orchester）作品72 （原詩：ゲーテ）
- ゲーテの『ファウスト 第二部』による独唱と合唱、管弦楽のためのシェーナ《オイフォリオン》（"Euphorion", Szene für Soli, Chor und Orchester nach Goethes „Faust 2“）作品74
- ソプラノ独唱、メゾソプラノ独唱、混声合唱ならびに管弦楽のための《鳩よ》（"Die Tauben" für Sopran, Mezzosopran, gemischten Chor und Orchester）作品83（原詩：ゲルハルト・ハウプトマン）
- 混声合唱と管弦楽のための《偉大なる故人に寄せて》（"An die großen Toten" für gemischten Chor und Orchester）作品85（原詩：グスタフ・シュラー）
- 混声合唱と管弦楽のための《死の踊り》（"Der Totentanz" für gemischten Chor und Orchester）作品86（原詩：ゲーテ）
- 6声および8声の混声合唱のための3つの歌（Drei Gesänge für 6- und 8-stimmigen Chor）作品103
  - Karfreitag
  - Sturmesmythe
  - Von ferne klingen Glocken
- バリトン独唱と混声合唱、管弦楽のための《太陽賛歌》（"Sonnenhymnus" für Bariton, gemischten Chor und Orchester）作品106（原詩：リヒャルト・ツォーツマン）
- その他に多数のピアノ伴奏歌曲

## 参考書籍
- Gustav Ernest: Wilhelm Berger. Ein deutscher Meister, Berlin: Max Hesses Verlag 1931